# Vänge, Gotlands kommun
Vänge är en småort i Gotlands kommun och kyrkby i Vänge socken, belägen på mellersta Gotland cirka 7 km sydöst om Roma.
I Vänge ligger Vänge kyrka och behandlingshemmet Hassela Gotland.

## Idrott
Vänge IK har verksamhet inom fotboll och pärk. Fotbollslaget var under 1960- och 1970-talen ett av Gotlands bästa och har bland annat vunnit distriktsmästerskapen. Herrfotbollsverksamheten lades ned under 1980-talet för att återupptas under 2000-talet. Laget har sedan återkomsten huserat i division 5. Hemmamatcherna spelas på Vänge IP. I pärk har Vänge IK ett tiotal aktiva lag, där det mest framgångsrika är Vänge VI, som vann 2018 års mästarklass i frampärk.